# Grammy for Bedste Vokale Pop-Præstation af en Kvinde
Grammy for Bedste Vokale Pop-Præstatation af en Kvinde eller Grammy Award for Best Female Pop Vocal Performance er en amerikansk pris der uddeles af Recording Academy for årets popvokalpræstation af en kvinde. Den har været uddelt siden 1959 under en række forskellige betegnelser:
- 1959-1960 blev prien Best Vocal Performance, Female uddelt til præstationer inden for pop
- I 1961 var prisen opdelt i Best Vocal Performance Single Record Or Track og Best Vocal Performance Album, Female
- 1962-1963 var de to priser igen samlet i Best Solo Vocal Performance, Female
- 1964-1968 hed prisen igen Best Vocal Performance, Female
- I 1966 var der desuden en pris for Best Contemporary (R&R) Vocal Performance – Female
- I 1967 var denne ekstra pris kombineret med den tilsvarende for mænd i Grammy Award for Best Contemporary (R&R) Solo Vocal Performance - Male or Female
- I 1968 var denne pris igen kønsopdelt, hvor den kvindelige pris blev kaldt Best Contemporary Female Solo Vocal Performance
- I 1969 blev priserne kombineret og strømlinet til Best Contemporary-Pop Vocal Performance, Female
- 1970-1971 blev prisen kaldt Best Contemporary Vocal Performance, Female
- 1972-1994 gik prisen under betegnelsen Best Pop Vocal Performance, Female
- Siden 1995 har prisen heddet Best Female Pop Vocal Performance

## Modtagere
| År[I]                    | Kunstner           | Nationalitet   | Sang                                             | Nominerede                           | Kilde |
| ------------------------ | ------------------ | -------------- | ------------------------------------------------ | ------------------------------------ | ----- |
| 2011                     | Lady Gaga          | USA            | "Bad Romance"                                    | - Norah Jones – "Chasing Pirates"    |       |
| 2010                     | Beyoncé            | USA            | "Halo"                                           | - Talor Swift – "You Belong With Me" |       |
| 2009                     | Adele              | Storbritannien | "Chasing Pavements"                              |                                      |       |
| 2008                     | Amy Winehouse      | Storbritannien | "Rehab"                                          |                                      |       |
| 2007                     | Christina Aguilera | USA            | "Ain't No Other Man"                             |                                      |       |
| 2006                     | Kelly Clarkson     | USA            | "Since U Been Gone"                              |                                      |       |
| 2005                     | Norah Jones        | USA            | "Sunrise"                                        |                                      |       |
| 2004                     | Christina Aguilera | USA            | "Beautiful"                                      |                                      |       |
| 2003                     | Norah Jones        | USA            | "Don't Know Why"                                 |                                      |       |
| 2002                     | Nelly Furtado      | Canada         | "I'm Like a Bird"                                |                                      |       |
| 2001                     | Macy Gray          | USA            | "I Try"                                          |                                      |       |
| 2000                     | Sarah McLachlan    | Canada         | "I Will Remember You"                            |                                      |       |
| 1999                     | Celine Dion        | Canada         | "My Heart Will Go On"                            |                                      |       |
| 1998                     | Sarah McLachlan    | Canada         | "Building a Mystery"                             |                                      |       |
| 1997                     | Tony Braxton       | USA            | "Un-Break My Heart"                              |                                      |       |
| 1996                     | Annie Lennox       | Storbritannien | "No More I Love You's"                           |                                      |       |
| 1995                     | Sheryl Crow        | USA            | "All I Wanna Do"                                 |                                      |       |
| 1994                     | Whitney Houston    | USA            | "I Will Always Love You"                         |                                      |       |
| 1993                     | k.d. lang          | Canada         | "Constant Craving"                               |                                      |       |
| 1992                     | Bonnie Raitt       | USA            | "Something to Talk About"                        |                                      |       |
| 1991                     | Mariah Carey       | USA            | "Vision of Love"                                 |                                      |       |
| 1990                     | Bonnie Raitt       | USA            | "Nick of Time"                                   |                                      |       |
| 1989                     | Tracy Chapman      | USA            | "Fast Car"                                       |                                      |       |
| 1988                     | Whitney Houston    | USA            | "I Wanna Dance with Somebody (Who Loves Me)"     |                                      |       |
| 1987                     | Barbra Streisand   | USA            | "Somewhere"                                      |                                      |       |
| 1986                     | Whitney Houston    | USA            | "Saving All My Love for You"                     |                                      |       |
| 1985                     | Tina Turner        | USA            | "What's Love Got to Do with It"                  |                                      |       |
| 1984                     | Irene Cara         | USA            | "Flashdance... What a Feeling"                   |                                      |       |
| 1983                     | Melissa Manchester | USA            | "You Should Hear How She Talks about You"        |                                      |       |
| 1982                     | Lena Horne         | USA            | Lena Horne: The Lady and Her Music               |                                      |       |
| 1981                     | Bette Midler       | USA            | "The Rose"                                       |                                      |       |
| 1980                     | Dionne Warwick     | USA            | "I'll Never Love This Way Again"                 |                                      |       |
| 1979                     | Ann Murray         | Canada         | "You Needed Me"                                  |                                      |       |
| 1978                     | Barbra Streisand   | USA            | Love theme from A Star Is Born                   |                                      |       |
| 1977                     | Linda Ronstadt     | USA            | "Hasten Down the Wind"                           |                                      |       |
| 1976                     | Janis Ian          | USA            | "At Seventeen"                                   |                                      |       |
| 1975                     | Olivia Newton-John | Australien     | "I Honestly Love You"                            |                                      |       |
| 1974                     | Roberta Flack      | USA            | "Killing Me Softly with His Song"                |                                      |       |
| 1973                     | Helen Reddy        | Australien     | "I Am a Woman"                                   |                                      |       |
| 1972                     | Carole King        | USA            | Tapestry                                         |                                      |       |
| 1971                     | Dionne Warwick     | USA            | "I'll Never Fall in Love Again"                  |                                      |       |
| 1970                     | Peggy Lee          | USA            | "Is That All There Is?"                          |                                      |       |
| 1969                     | Dionne Warwick     | USA            | "Do You Know the Way to San Jose"                |                                      |       |
| 1968 (vocal)             | Bobbie Gentry      | USA            | "Ode to Billie Joe"                              |                                      |       |
| 1968 (contemporary solo) | Bobbie Gentry      | USA            | "Ode to Billie Joe"                              |                                      |       |
| 1967                     | Eydie Gorme        | USA            | "If He Walked into My Life Today"                |                                      |       |
| 1966 (vocal)             | Barbra Streisand   | USA            | "My Name Is Barbra"                              |                                      |       |
| 1966 (contemporary solo) | Petula Clark       | Storbritannien | "I Know a Place"                                 |                                      |       |
| 1965                     | Barbra Streisand   | USA            | "People"                                         |                                      |       |
| 1964                     | Barbra Streisand   | USA            | The Barbra Streisand Album                       |                                      |       |
| 1963                     | Ella Fitzgerald    | USA            | Ella Swings Brightly with Nelson                 |                                      |       |
| 1962                     | Judy Garland       | USA            | Judy at Carnegie Hall                            |                                      |       |
| 1961 (album)             | Ella Fitzgerald    | USA            | Ella in Berlin: Mack the Knife                   |                                      |       |
| 1961 (single)            | Ella Fitzgerald    | USA            | "Mack the Knife"                                 |                                      |       |
| 1960                     | Ella Fitzgerald    | USA            | "But Not for Me"                                 |                                      |       |
| 1959                     | Ella Fitzgerald    | USA            | Ella Fitzgerald Sings the Irving Berlin Songbook |                                      |       |